# Jimmy Beasley
James Edward 'Jimmy' Beasley (Kansas City, 30 september 1929) is een voormalige Amerikaanse r&b-muzikant, die zich qua stijl oriënteerde aan Fats Domino.
Beasley, wiens ouders stamden uit Texas, groeide op in Kansas City en begon zijn carrière als zanger bij het Aces Quartet en het Sonny Kenner Trio, voordat hij begon zichzelf te begeleiden op de piano. Na zijn verhuizing naar Los Angeles in 1954, waar hij een korte tijd theologie studeerde, werkte hij in de band van King Perry. Met de opnamen voor Hollywood Records ontstond Beasley's nummer Back to Kansas City. In 1955 werkte hij bovendien met Johnny Otis en Maxwell Davis.
Beasley nam medio jaren 1950 op Maxwells aansporing in New Orleans zijn eigen songs op, waaronder Ella Jane van Plas Johnson en nummers als Little Coquette / Don't Feel Sorry For Me, My Happiness / Jambalaya en Near You / I'm So Blue voor het r&b-label Modern Records met de begeleidingsband van Dave Bartholomew in de Cosimo Matassas studio, die echter niet erg succesvol waren in de r&b-hitlijst. Fats Domino coverde in 1956 met succes Beasley's single Don't Feel Sorry For Me, die op Domino's Don't Blame It On Me van 1955 baseerde. Vanaf 1957 werkte hij voor Alan Freed in New York, schreef songmateriaal voor Fats Domino, speelde met Thurston Harris en trad op in verschillende tv-shows zoals bij Al Jarvis en Steve Allen. Met Maxwell Davis ontstond Johnnys House Party (1957), een cover van een Johnny Heartsman-nummer.
Beasley nam tijdens de jaren 1960 weer op voor Modern Records. In 1970 speelde hij in nachtclubs in Nevada. Tijdens de daaropvolgende jaren trad hij nog op bij verschillende bluesfestivals. Een beroerte maakte tijdens de jaren 1990 een einde aan zijn carrière. Zijn oorspronkelijke opnamen werden onder de titel Jimmy's House Party door Ace Records opnieuw gepubliceerd.
- International Standard Name Identifier: 0000 0000 4353 9816
- Library of Congress Control Number: no96039082
- MusicBrainz: fc94f785-3b01-4bed-b214-b0b333538ad7
- Virtual International Authority File: 34051852
- WorldCat: E39PBJrWDrfHK8RBwP9qbJMF8C